# Š’-ťing

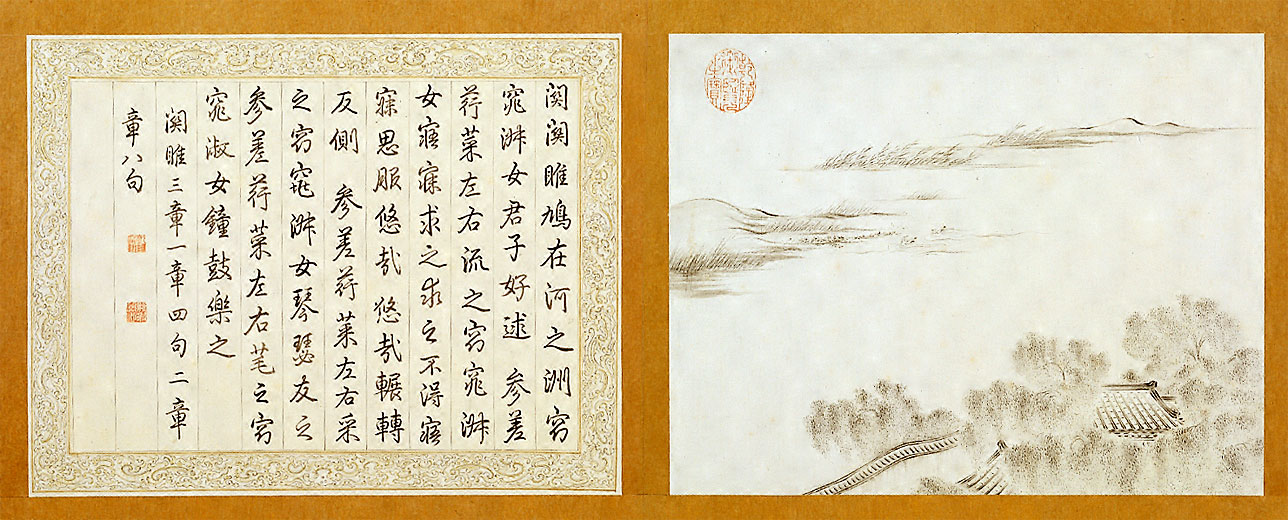
Strana z Knihy písní, autorem kaligrafie je císař Čchien-lung (1711-1796)

Kniha písní nebo také Š’-ťing (čínsky pchin-jinem Shī Jīng, znaky zjednodušené 诗经, tradiční 詩經) je nejstarší známá sbírka čínské poezie. Obsahuje 305 básní (a šest titulů, ke kterým se text nedochoval), pocházejících z období od jedenáctého do šestého století př. n. l.. Název sbírky se také někdy překládá jako Kniha poezie, ale vzhledem k tomu, že básně byly zpívány při obřadech a slavnostech, ustálil se pro ni název Kniha písní. Dnes je sbírka považována za jedno z nejvýznamnějších literárních děl starověku.

## Vznik sbírky
Kniha písní je jednou z pěti knih konfuciánského kánonu a za jejího autora je tradičně považován Konfucius (551–479 př. n. l.), který jí prý uspořádal výběrem asi ze tří tisícovek básní, které vznikly dříve, než on sám žil. Protože se však v dnešní podobě zpívala již roku 544 př. n. l. a její nejmladší báseň pochází z doby kolem roku 590 př. n. l., je zřejmé, že konečná redakce sbírky musela proběhnout někdy v tomto období. Jako nejpravděpodobnější se jeví, že sběrateli písní byli členové Úřadu pro hudbu, kteří se pravidelným sbíráním písní zabývali. Díky kanonickému postavení byla sbírka zachována a její důkladná znalost se stala nepostradatelnou součástí klasického vzdělání a podmínkou úspěchu při úřednických zkouškách, protože její nejranější knižní vydání obsahují ke každé básni komentář, který využívá básně k ilustraci idejí konfucianismu.

## Obsah sbírky
Podle druhu doprovodné hudby a rozsahu textu se sbírka dělí na tři oddíly:
- Kuo feng (čínsky pchin-jinem Guófēng, znaky zjednodušené 风, tradiční 風, Místní nápěvy nebo také Mravy států), 160 básní,
- Ja (čínsky pchin-jinem Yǎ, znaky 雅, Dvorské skladby neboli Ódy), 105 básní,
- Sung (čínsky pchin-jinem Sòng, znaky zjednodušené 颂, tradiční 頌, Hymny nebo také Obřadní tance), 40 básní.[2]

### Oddíl Kuo feng
Tento oddíl obsahuje prvních 160 básní sbírky. Jde o lidové písně z nejrůznějších dob (nejmladší z nich vznikla kolem roku 590 př. n. l.), které jsou uspořádány do dalších patnácti částí podle místního původu a doby vzniku. Tematicky jsou velmi rozmanité: milostné a svatební písně, vojenské písně, pracovní písně i popěvky. Obsahově se kromě milostných a rodinných námětů zabývají také smutným osudem prostého lidu i těžkým postavením žen.

### Oddíl Ja
Oddíl Ja obsahuje 105 dvorských světských skladeb označovaných jako Ódy Několik z nich má dokonce uvedené jméno autora. Zpívali se při dvorských slavnostech, audiencích nebo při lovu a tematicky jde o politické satiry nebo o oslavné písně. Oddíl se dělí na dvě části:
- Ta ja (čínsky pchin-jinem Dàyǎ, znaky 大雅, Starší básně neboli Velké ódy), 31 básní. Tato část sbírky je po hymnech z oddílu Sung druhá nejstarší.[1] Jde o epické básně s historickými a mytologickými náměty s jednoduchým rytmem a melodií, které se recitovaly za doprovodu bubnů.[1]
- Siao ja (čínsky pchin-jinem Xiǎoyǎ, znaky 小雅, Mladší básně neboli Malé ódy), 74 kratších epických i lyrických písní s náměty společensko-historickými i pracovními, které se zpívaly za doprovodu dechových a strunných nástrojů a na kterých je často znát lidový původ.[1]

### Oddíl Sung
Oddíl Sung (Hymny nebo také Obřadní tance) je nejstarší částí sbírky. Tvoří jej 40 většinou krátkých básní prostého obsahu, které doprovázely obřadní tance při uctívání předků a při různých magických obřadech, jako byla například příprava na boj atp. Nejstarší z nich jsou Čou sung (Hymny Čou), což je 31 hymnů pocházejících z doby Západní Čou (1100-771 př. n. l.). K nim se pojí 4 hymny Lu sung (Obřadní tance z Lu), pocházející z 8. století př. n. l. ze státu Lu z Období Jara a Podzimu. Poslední částí tohoto oddílu a také celé sbírky je 5 hymnů Šang sung (Obřadní tance Šangů), které by podle tradice měly být nejstarší, neboť by měly pocházet z doby pololegendární dynastie Šang (1600-1100 př. n. l.). Ve skutečnosti však vznikly na počátku doby Východní Čou (770-476 př. n. l.).

## Stylistika sbírky
V Knize písní se používají tři básnické figury, které se staly základem čínské poetiky. Jde o epický výklad fu, přímé přirovnání pi a nepřímé přirovnání sing (vstupní metafora bez přímého vztahu k tématu sloužící pro vytvoření atmosféry). Díky kanonickému postavení sbírky byly její básně napodobovány a figury byly všeobecně přijímány dalšími generacemi čínských básníků.
Většina děl ve sbírce je veršovaná. Zpravidla jde o čtyřslabičné verše, jen občas jsou používány dvou, tří, pěti, šesti, sedmi a osmislabičné formy. Ve skladbách se vyskytuje průběžný rým, jazyk je archaický, dnes mnohdy méně srozumitelný, a je bohatý na názvy rostlin, zvířat a na pojmy z oblasti zemědělství, řemesla a vojenství. Často používaný refrén a syntaktický paralelismus jsou důvodem toho, že si básně zachovaly zpěvnost i poté, co melodie byly ztraceny.

## Česká vydání
- Ši-king, díl I. a II., Jan Otto, Praha 1897, přeložili Rudolf Dvořák a Jaroslav Vrchlický, obsahuje pouze básně z oddílu Kuo feng.
- jednotlivé básně lze najít v antologiích:
  - Černá věž a zelený džbán, Otakar Štorch-Marien, Praha 1925, přebásnil Bohumil Mathesius,
  - Zpěvy staré Číny, Melantrich, Praha 1939, přebásnil Bohumil Mathesius,
  - Zpěvy od Žluté řeky, Práce, Praha 1986, přebásnil Jaromír Vochala.
  - Písně a verše staré Číny, Mladá fronta, Praha 2004, přebásnil Ferdinand Stočes.